# Закон Кеннікатта — Шмідта
Закон Кеннікатта — Шмідта (англ. Kennicutt-Schmidt law), закон Шмідта — емпіричне співвідношення, що зв'язує щільність газу в диску галактики і темп зореутворення (англ. star formation rate, SFR). Вперше дане співвідношення дослідив Мартен Шмідт у статті 1959 року, в якій він стверджував, що поверхнева густина зореутворення пропорційна деякому додатньому ступеню {\displaystyle n} поверхневої густини газу в даній ділянці диску, тобто
{\displaystyle \Sigma _{SFR}\propto (\Sigma _{gas})^{n}}.
У загальному випадку поверхнева густина зореутворення {\displaystyle (\Sigma _{SFR})} вимірюється в одиницях маси Сонця на рік на квадратний парсек (M{\displaystyle \odot }·рік−1·пк−2), поверхнева щільність газу вимірюється в масах Сонця на квадратний парсек (M{\displaystyle \odot }·пк−2). Аналізуючи вміст газоподібного гелію та молодих зір у сонячній околиці, місцеву щільність популяції білих карликів та їх функцію світності, Шмідт запропонував значення ступеня {\displaystyle n\approx 2} (найбільш ймовірно від 1 до 3). Всі використовувані дані відносилися до Чумацького Шляху, особливо до околиць Сонця.
У 1998 році Роберт Кеннікатт досліджував співвідношення між густиною газу і темпом зореутворення для приблизно 100 найближчих галактик, при цьому вийшло значення ступеня {\displaystyle n=1.4\pm 0.15}.